# Чемпионат СССР по современному пятиборью 1984
XXXII Чемпионат СССР по современному пятиборью среди мужчин проводился в столице СССР городе Москве с 2 по 5 августа 1984 года.
На чемпионате награды разыгрывались в личном и командном первенстве. В командном турнире звание чемпиона СССР оспаривали 12 команд (по 4 спортсмена) — Динамо, Вооружённых Сил и Профсоюзов (по 4 спортсмена).
Чемпионат завершился убедительной победой динамовских пятиборцев, они завоевали все медали в личном первенстве, а также заняли первое и второе места в командном зачете.

## Чемпионат СССР. Мужчины. Личное первенство
| Дисциплина        | Золото                                  | Серебро                                    | Бронза                                   |
| Личное первенство | Михаил Новиков · Армянская ССР · Ереван | Игорь Брызгалов · Грузинская ССР · Тбилиси | Игорь Шварц · РСФСР · Московская область |

- Итоговые результаты.

| Место | Спортсмен       | Республика, город, спортивное общество | Сумма очков |
| ----- | --------------- | -------------------------------------- | ----------- |
| 1.    | Михаил Новиков  | Армянская ССР, Ереван, «Динамо»        | 5622        |
| 2.    | Игорь Брызгалов | Грузинская ССР, Тбилиси, «Динамо»      | 5551        |
| 3.    | Игорь Шварц     | РСФСР, Московская область, Динамо      | 5488        |

## Командное первенство
- Итоговые результаты.

| Место | Спортивное общество | Сумма очков |
| ----- | ------------------- | ----------- |
| 1.    | Динамо-4            | 16 437      |
| 2.    | Динамо-3            | 16 107      |
| 3.    | Вооружённые Силы-3  | 15 880      |